# Lúčnica nad Žitavou
Lúčnica nad Žitavou – wieś i gmina (obec) w powiecie Nitra, w kraju nitrzańskim na Słowacji. Znajduje się na Nizinie Naddunajskiej w niewielkiej odległości na południe od miasta Nitra. Położona jest na prawym brzegu rzeki Žitava.